# Lijst van rangen en insignes van het Duitse Rode Kruis
Hieronder volgt een Lijst van rangen en insignes van het Duitse Rode Kruis een paramilitaire organisatie in het Duitse Rijk tijdens het nationaalsocialisme tijdens de Tweede Wereldoorlog.

## Insigne

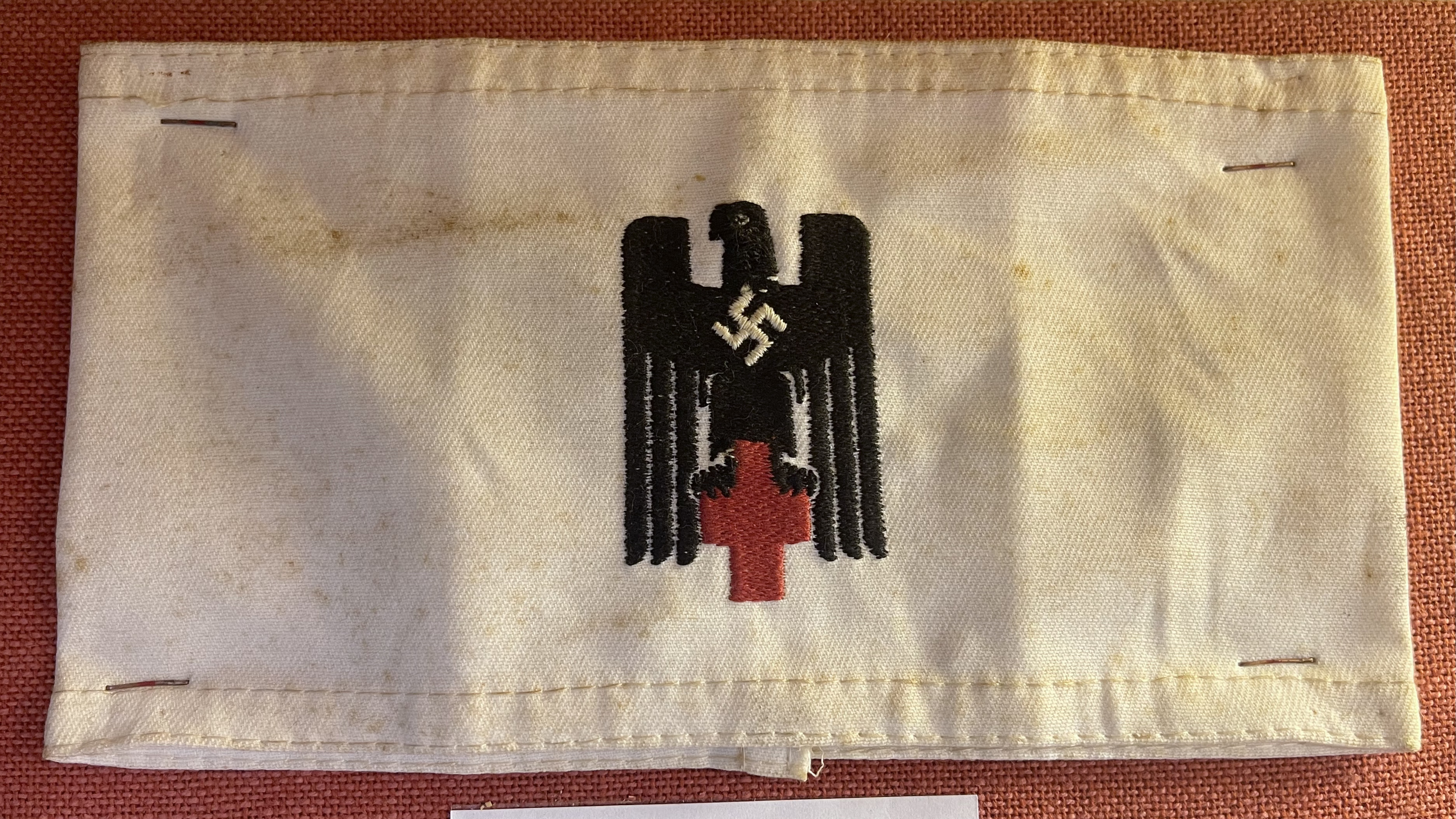
Mouwband van het Duitse Rode Kruis met de Rode Kruis-adelaar.

Het medisch personeel binnen het Duitse Rode Kruis droegen helmen met speciale emblemen met de Rode Kruis-adelaar. De riemgesp werd ook uitgegeven met dezelfde adelaar.

## Rangen en insignes
| Epaulet                        | Rang                                | Heer equivalent | Landmacht equivalent    |
| ------------------------------ | ----------------------------------- | --------------- | ----------------------- |
|                                | Generalhauptführer                  | Generalleutnant | Generaal-majoor         |
|                                | Generalführer                       | Generalmajor    | Brigadegeneraal         |
|                                | Oberstführer                        | Oberst          | Kolonel                 |
|                                | Oberfeldführer                      | Oberstleutnant  | Luitenant-kolonel       |
|                                | Feldführer                          | Major           | Majoor                  |
|                                | Hauptführer                         | Hauptmann       | Kapitein                |
|                                | Oberwachführer                      | Oberleutnant    | Eerste luitenant        |
|                                | Wachführer                          | Leutnant        | Tweede luitenant        |
| Onderofficieren en manschappen |                                     |                 |                         |
|                                | Haupthelfer mit Zugführer Prüfung   | Stabsfeldwebel  | Adjudant-onderofficier  |
|                                | Haupthelfer                         | Oberfeldwebel   | Sergeant-Majoor         |
|                                | Oberhelfer                          | Feldwebel       | Sergeant 1e Klasse      |
|                                | Vorhelfer mit Gruppenführer Prüfung | Unterfeldwebel  | Sergeant                |
|                                | Vorhelfer                           | Unteroffizier   | Korporaal der 1e Klasse |
|                                | Helfer                              | Gefreiter       | Korporaal               |
| Anwärter                       | Soldat                              | Soldaat         |                         |

### Verpleegster rangen

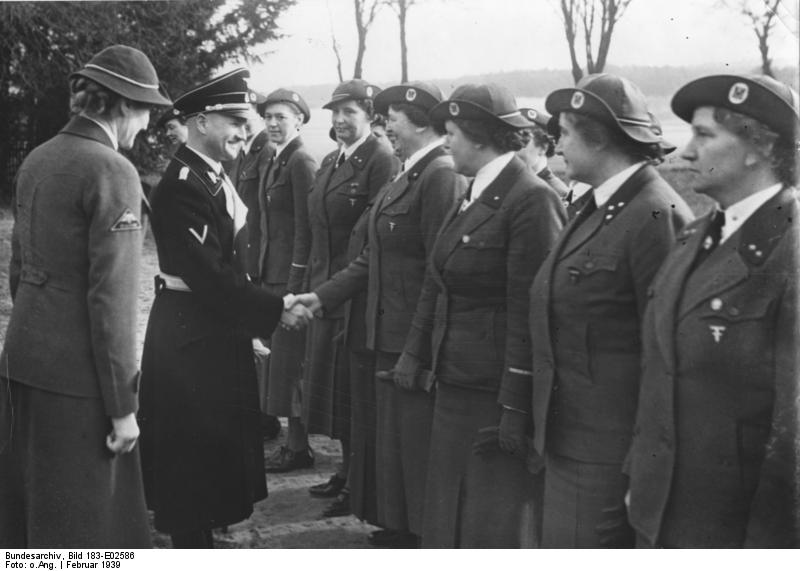
De verpleegsters die het het Duitse Rode Kruis uniform dragen.

| Kraagspiegel | Rang                 | Heer equivalent | Landmacht equivalent    |
| ------------ | -------------------- | --------------- | ----------------------- |
|              | Generalhauptführerin | Generalleutnant | Generaal-majoor         |
|              | Generalführerin      | Generalmajor    | Brigadegeneraal         |
|              | Oberstführerin       | Oberst          | Kolonel                 |
|              | Oberfeldführerin     | Oberstleutnant  | Luitenant-kolonel       |
|              | Feldführerin         | Major           | Majoor                  |
|              | Hauptführerin        | Hauptmann       | Kapitein                |
|              | Oberwachführerin     | Oberleutnant    | Eerste luitenant        |
|              | Wachführerin         | Leutnant        | Tweede luitenant        |
|              | Haupthelferin        | Oberfeldwebel   | Sergeant-Majoor         |
|              | Oberhelferin         | Feldwebel       | Sergeant 1e Klasse      |
|              | Vorhelferin          | Unteroffizier   | Korporaal der 1e Klasse |
|              | Anwärter             | Soldat          | Soldaat                 |